# جان بارترام
جان بارترام (به انگلیسی: John Bartram)،(زاده ۲۳ مارس ۱۶۹۹- درگذشته۲۲ سپتامبر ۱۷۷۷)، گیاه‌شناس، باغبان و کاشف مربوط به دوران قدیم اهل آمریکا بود. کارل لینه گفته‌است: «او بزرگترین گیاه‌شناس طبیعی در جهان است.»